# Creobroter signifer
Creobroter signifer es una especie de mantis de la familia Hymenopodidae.

## Distribución geográfica
Se encuentra en Sri Lanka.